# Heinrich von Bilversheim
Heinrich von Bilversheim, mort le 17 septembre 1257 à Wolfsberg en Carinthie, fut évêque de Catane de 1232 à 1242 puis évêque de Bamberg de 1242 jusqu'à sa mort, ainsi que administrateur de l'évêché de Chiemsee de 1247 à 1252.

## Biographie
Selon la conception traditionnelle, la noble famille de Bilversheim, ministériels documentés depuis 1050, est originaire de Pülfringen en Franconie, aujourd'hui un quartier de Königheim dans le Land de Bade-Wurtemberg. Le nom de la famille et du lieu ont des variantes : Bilvirnkeim, Bilverinckheim, Bulferkeim, Büluerigkheim, Pülferingen... Il fut le premier évêque de Bamberg issu de la petite aristocratie.
Avant d'être nommé évêque de Bamberg en mai ou juin 1242, Heinrich était évêque de Catane (1232-1242), puis prévôt de la collégiale Sainte-Marie d'Aix-la-Chapelle puis chanoine à la cathédrale de Bamberg. En tant que disciple de l'empereur Frédéric II de Hohenstaufen, dont il est un notaire, il est resté fidèlement attaché au souverain en conflit avec la Curie romaine. En échange, il reçoit de l'empereur l'immédiateté impériale et le titre de prince-évêque.
Ce n'est qu'en 1245, après que le premier concile de Lyon ayant déclaré la déposition de Frédéric II de ses titres d'empereur et roi des Romains, lorsqu'il voyage en Italie et se soumet au pape Innocent IV. Le diocèse de Bamberg devient indépendant de la province ecclésiastique de Mayence et relève directement du Saint-Siège ; le pape renforce ainsi considérablement son influence dans la région de Bamberg.

## Épiscopat
Au moment de la nomination de Heinrich von Bilversheim, après la condamnation de son prédécesseur Poppon d'Andechs-Méranie, il y a une vacance du Siège apostolique. Enfin, en juin 1243, le pape Innocent IV succède et le conflit avec Frédéric II s'amplifie. La même année, le nouveau évêque tient un premier synode diocésain, suivi par un autre durant son épiscopat.
Il a officié en tant que chancelier auprès de l'antiroi Henri le Raspon et a mené des négociations visant à l'élection de Guillaume de Hollande. Plus tard, il a soutenu les ambitions du roi Ottokar II de Bohême. Sa politique met à mal les finances de son diocèse.
En 1246, à Verra, l'évêque aurait été pris en otage puis versé une rançon en faisant un emprunt auprès de son église propriétaire, l'abbaye bénédictine de Michelsberg (de). En 1247, le domaine de Strullendorf est mentionné pour la première fois également à cause d'un gage : après que Heinrich ait emprunté et hypothéqué trois croix d'or du trésor de la cathédrale, il laisse au chapitre la sécurité de son manoir à Strullendorf.

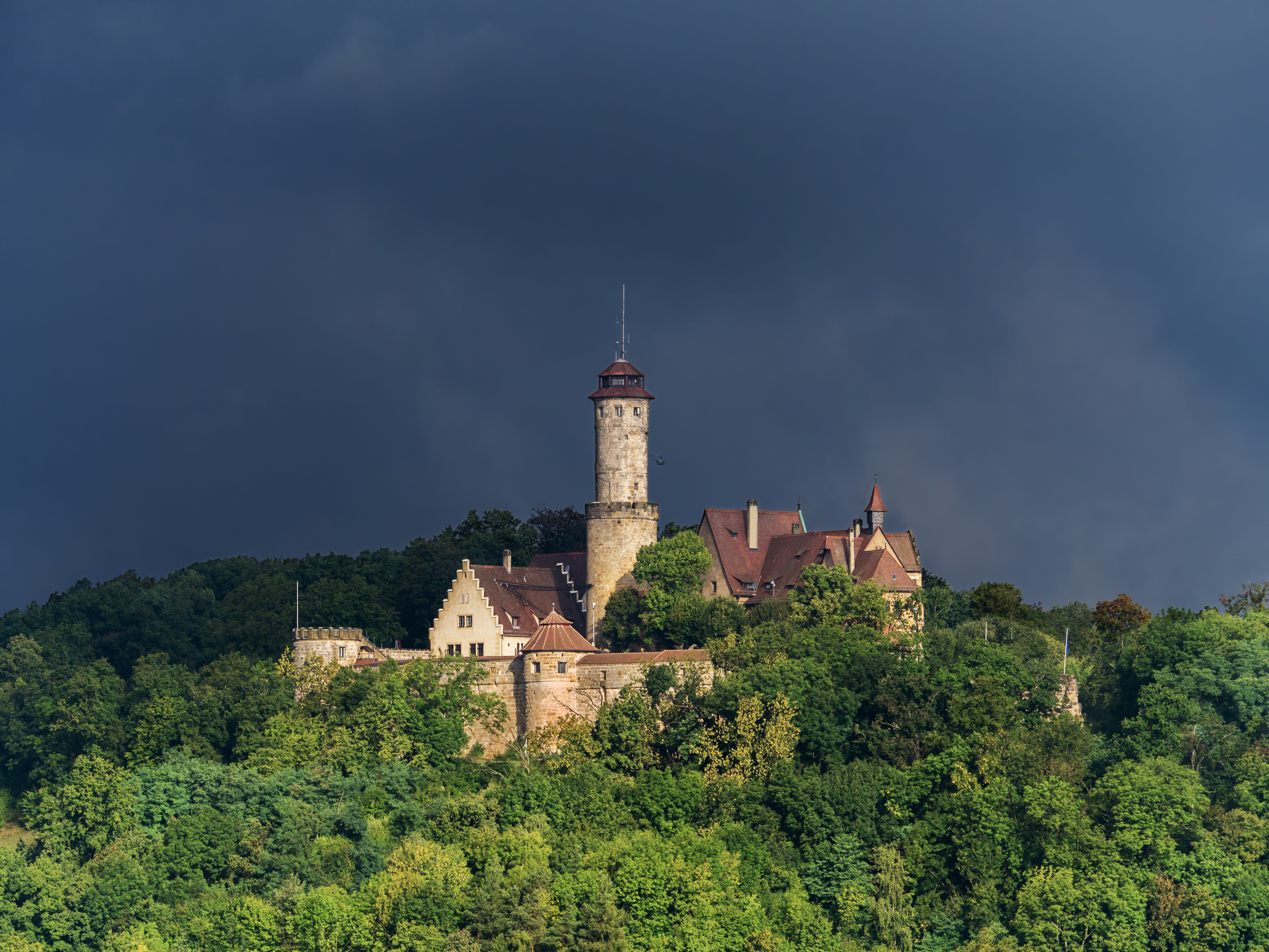
Le château d'Altenburg.

En 1251, dans les conditions du Grand Interrègne, le château d'Altenburg au-dessus de Bamberg devient le siège épiscopal. Le bâtiment renforce l'autonomie de l'évêché de Bamberg face à la pression des citoyens qui peuvent se soulever. L'évêque soutient également l'ordre franciscain. En 1256, il fonde le chantre de la cathédrale.
Après la mort de Heinrich en septembre 1257, Ladislas de Silésie, fils cadet du duc Henri II le Pieux, a été élu pour lui succéder ; néanmoins, en raison de son âge de vingt ans, il ne peut pas accepter son épiscopat après que le pape ait refusé une dispense. À sa place, Berthold de Linange, un petit-neveu de Poppon d'Andechs-Méranie, entre en fonction.